# مالیه آزمایشی
اهداف مالیه آزمایشی ایجاد محیط‌های متفاوت برای بازار جهت مشاهده تجربی و آنالیز رفتار ارگان‌ها و مشخصه‌های مؤثر در جریان یافتن معاملات، توزیع و انباشت اطلاعات، مکانیزم تعیین قیمت و فرایندهای بازدهی است. برای مثال، این کار می‌تواند با ایجاد شبیه سازی‌های معاملات یا مطالعه رفتار معامله گران در محیطی‌هایی مصنوعی که شرایط رقابتی بازار را مدل می‌کنند، انجام شود.
تحقیقات در مالیه آزمایشی می‌تواند نشان دهد که چگونه تئوری‌های فعلی موجود در اقتصاد مالی پیش بینی‌های درستی دارند و همچنین سعی می‌کند مبانی جدیدی را کشف کند تا با اتکا به آن‌ها بتوان تئوری‌های فعلی را بسط و توسعه داد.

## جستارهای مرتبط
- نظریه بازیها
- اقتصاد آزمایشی